# J.F. Hansen (forstdocent)
 Der er flere personer med dette navn, se Johan Frederik Hansen.
Johan Frederik Hansen (født 3. juni 1810 i København, død 19. februar 1873 på Frederiksberg) var en dansk forstmand og kreditforeningsdirektør.

## Forstmand
Han var søn af vildthandler senere brændevinsbrænder Peder Hansen (ca. 1771-1822) og Ane Marie Diebel (død tidligst 1824). Han blev 1832 dimitteret som forstkandidat fra universitetet i Kiel og tiltrådte det følgende forår en forstlig studierejse, der varede 2½ år, til Tyskland, Østrig, Schweiz, Frankrig og Italien. På rejsen tog han forsteksamen ved Det sachsiske Akademi i Tharandt. Efter sin hjemkomst berejste han en del af Sjællands skove, og i de følgende år, 1836-42, var han optaget af assistent- og planlægningsarbejder samt af statstilsyn med private skove. 1842 tiltrådte Hansen pladsen som forstdocent, der var blevet ledig ved L.S. Fallesens død 1840; 1844 blev han medlem af Forst-Eksaminationskommissionen og 1848 titulær professor. 15. april 1844 ægtede Hansen (i Helligåndskirken) sin forgængers enke, Nicoline Christiane Fallesen (født Smith 15. april 1814 i Hald ved Randers, død 7. marts 1899 i København). Efter at have virket som forstdocent i over 30 år fratrådte han ved nytår 1873 denne virksomhed og døde kort efter. 
Allerede tidligt havde Hansen omfattet planlægningen, "det forstlige Indretningsvæsen", med særlig interesse, og læren om skovbrugets økonomi, industrilæren, blev senere hans yndlingsfag: Han ydede på dette område noget særdeles betydeligt både som lærer og som forfatter. I Et Afsnit af Læren om Skovbrugets Økonomi» (udgivet efter forfatterens død 1877) viser han sig at indtage en mæglende stilling mellem de to partier, der både her i landet og i Tyskland stredes om skovbrugets økonomiske formål. Desværre var Hansen som forstdocent lønnet så knapt, at han måtte
søge forskellig anden sysselsættelse; han var blandt andet formand i Kreditforeningen af Grundejere i de danske Østifter fra foreningens stiftelse til sin død. 1847-50 forestod han reguleringen af de store vandløb i Københavns Amt, og 1845-51 var han formand for Tiendekommissionen i samme område. Hans mangesidige virksomhed må, vistnok i forbindelse med en mærkelig mangel på trang til at producere, bære skylden for, at han ikke nåede at få udgivet noget større arbejde.
Hansen var gennemgående afholdt af sine elever, mens hans optræden over for kolleger ofte var præget af en vis stivhed, der bragte ham til at indtage en temmelig isoleret stilling, især efter 1863, da man, meget mod hans ønske, havde flyttet skovbrugsundervisningen fra Den polytekniske Læreanstalt til Landbohøjskolen. 

## Kreditforeningsarbejde
Fra sin studierejse havde J.F. Hansen indgående kendskab til driften af kreditforeninger, og efter at det hjemlige lovgrundlag i 1850 var kommet på plads, var han blandt hovedmændene bag stiftelsen af Kreditforeningen af Grundejere i de danske Østifter 1851, og han blev med det samme formand for foreningens direktion. Han havde tænkt sig at bruge sit otium på dette, men døde altså kort efter sin pensionering. Med en så lang tjenestetid som direktør er det ikke for meget sagt, at Hansens forstandige ledelse af Østifternes Kreditforening var uvurderlig for udviklingen af kreditforeningssystemets solide udvikling hertillands.
Han er begravet på Assistens Kirkegård.

## Hæder
Foreningen lod ham i 1876 hædre ved at lade Theobald Stein udføre en marmorbuste af ham, som tidligere stod i forhallen til Realkredit Danmarks hus på Jarmers Plads. Stein havde allerede i 1871 udført et reliefportræt. Hansen er også afbildet på Jørgen Sonnes frise på Thorvaldsens Museum, og der findes et litografi fra 1858 efter fotografi. Han var blevet Ridder af Dannebrog 1869 og Dannebrogsmand 1872.